# Željko Mavretić
Željko Mavretić (Karlovac, 29. siječnja 1961.) je hrvatski književnik.

## Biografija
Rođen u Karlovcu, 29. siječnja 1961., gdje je završio osnovnu školu i srednju školu. Na Veleučilištu u Karlovcu je diplomirao Studij lovstva i zaštite prirode i specijalistički diplomski stručni Studij poslovnog upravljanja MBA. 
Veliki broj njegovih pjesama je uglazbljen i snimljen na razne nosače zvuka i slike. Objavljivao je u brojnim listovima i časopisima. Zastupljen je u dvojezičnom zborniku radova slovenskih i hrvatskih pjesnika, Zborniku radova karlovačkih pisaca. Uvršten je u Karlovački leksikon.
Sudjelovao je na više nacionalnih i međunarodnih književnih manifestacija (Susret slovenskih i hrvatskih pisaca Rijeka riječi/Reka besed u Sloveniji, Dani Skendera Kulenovića u BiH, Pozdrav Goranovom proljeću u Hrvatskoj…) i na brojnim književnim susretima i tribinama. Osnivač je i predsjednik „Književnog kruga“ Karlovac i pokretač Nagradnog natječaja za kratku priču „Zlatko Tomičić“.
Dugogodišnji je pridruženi član Društva hrvatskih skladatelja. Urednik više desetaka knjiga lijepe književnosti u nakladničkim nizovima Gradske knjižnice I.G. Kovačić Karlovac i „Književnog kruga“ Karlovac. Piše i književnu i likovnu kritiku. 
Zaposlen je kao knjižničar u Gradskoj knjižnici Ivan Goran Kovačić u Karlovcu.  

## Nagrade
- "Tata, meni su sve tvoje pjesme lijepe" sin Luka 3 godine.

## Vanjske poveznice
- "Književni krug" Karlovac  Arhivirana inačica izvorne stranice od 10. prosinca 2016. (Wayback Machine)